# Armando Manzo
Armando Manzo Ponce (Città del Messico, 16 ottobre 1958) è un ex calciatore messicano.

## Carriera
Ha fatto parte della Nazionale messicana al Campionato mondiale di calcio 1986.